# Mellersta kolonierna

De mellersta kolonierna i röd färg på kartan.

De Mellersta kolonierna (engelska: Middle Colonies) var den mellersta regionen av de Tretton kolonierna i Brittiska Amerika. In 1776, i samband med Amerikanska revolutionen, blev de oberoende från Storbritannien, och i stället skapades de amerikanska delstaterna New Jersey, Pennsylvania, New York och Delaware.
Området upptäcktes för västvärlden av Henry Hudson, som 1609 gjorde en upptäcktsresa i området. och snart följde en våg av europeiska bosättare.
Stora delar av området ingick i Nya Nederländerna fram till cirka 1664.

### Fotnoter
1. ↑  ”Dagens händelser”. Piteå-tidningen. 11 september 2015. Arkiverad från originalet den 9 november 2015. http://archive.is/2015.11.09-112214/http://www.pt.se/nara-dig/dagens-handelser-9494586.aspx. Läst 9 november 2015.
2. ↑  ”NY celebrations mark Hudson anniversary” (på engelska). BBC. 8 september 2009. http://news.bbc.co.uk/2/hi/americas/8245376.stm. Läst 9 november 2015.